# Štiavnica (dopływ Ipoli)
Štiavnica (pol. Szczawnica) – niewielka rzeka w środkowej Słowacji, największy słowacki prawostronny dopływ Ipoli. Długość 56 km.
Początek rzece daje na wysokości 662 m n.p.m. sztuczny zbiornik wodny zwany Evičkino jazero, znajdujący się koło miejscowości Štiavnické Bane w centrum Gór Szczawnickich. Początkowo rzeczka płynie w kierunku wschodnim. Przed Antolem skręca na południe. Płynie przez wschodnią część Gór Szczawnickich (słow. Sitnianska vrchovina), a następnie poniżej miejscowości Hontianske Nemce skręca ku południowemu zachodowi. Przecina zachodni kraniec Pogórza Krupińskiego, po czym pod wsią Hokovce na wysokości 119 m n.p.m. wpada do Ipoli.
W górnym toku rzeczka jest dość mocno zanieczyszczona ściekami z rejonu Bańskiej Szczawnicy.